# Belluno
Belluno (velenceiül Belùn) kisváros Észak-Olaszország Veneto régiójában. A közel 36 000 lakosú település Belluno megye székhelye és egyúttal a Keleti Dolomitok történelmi régió legfontosabb városa. Számos jelentős XV-XVI. századi műemlékkel, valamint az északról a Dolomitok, délről pedig a velencei síkság által meghatározott panorámával büszkélkedhet.

## Fekvése

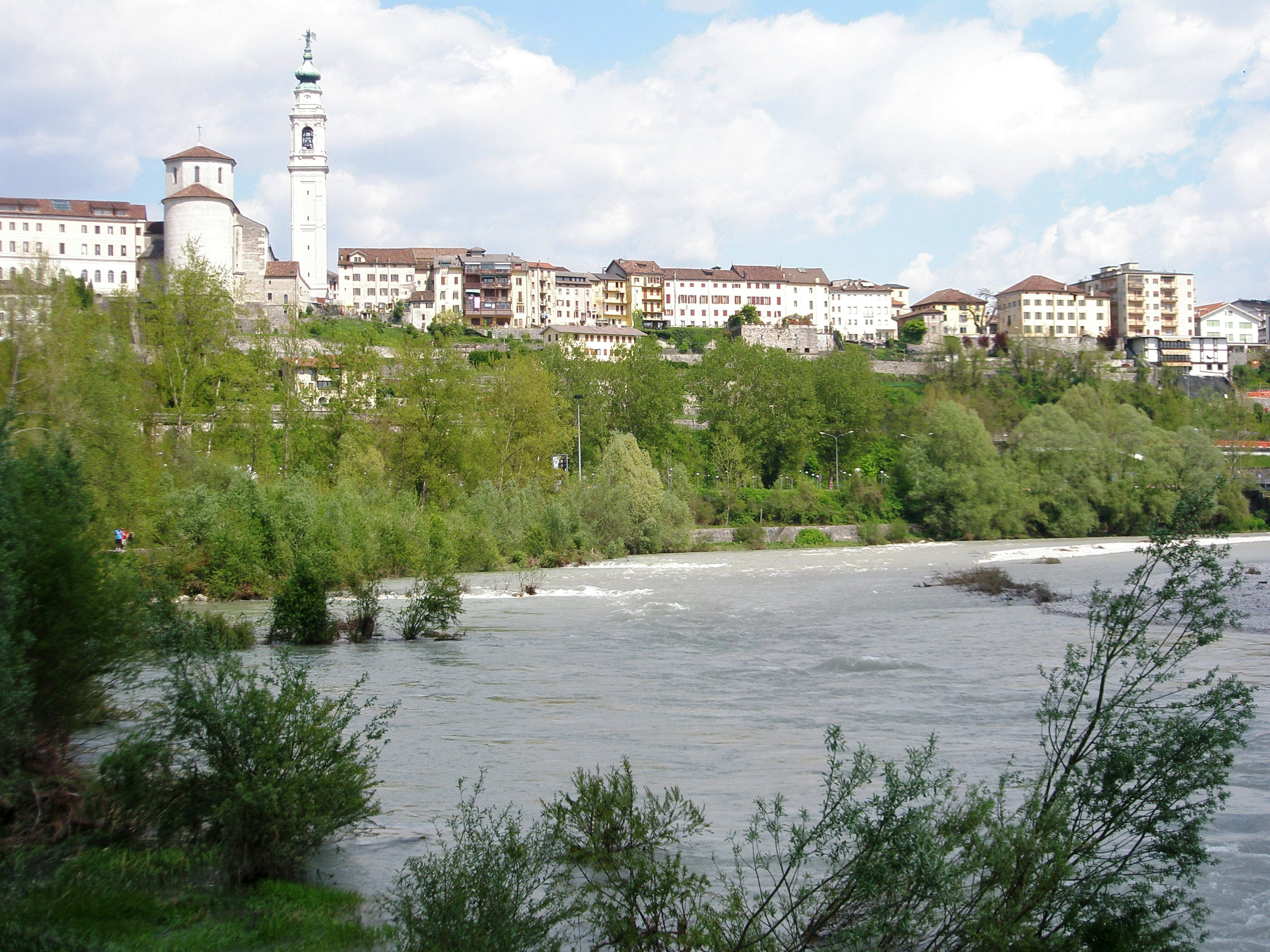
Belluno látképe a Piave folyóval

Velencétől északra, mintegy 100 km-re található, a Keleti-Alpok Dolomitok nevű vonulatának déli oldalán, az Ardo nevű hegyi patak és a Piave folyó találkozásánál, a Parco Nazionale delle Dolomiti Bellunesi területétől délre, nagyjából félúton Cortina d’Ampezzo és Treviso között.

## Földrajza
Az ősi város fölött emelkedő Dolomitok szikla sarkantyúja, Serva és Talvena. Tovább délre a Nevegal, és a Castionese területen, jól ismert a síközpont. 
Belluno éves középhőmérséklete 9 °C, az átlagos éves csapadékmennyiség 1370 mm.

## Nevének eredete
A város neve a kelta Belo-Dunum szóból származik, ami „pompás domb”-ot jelent.

## Története

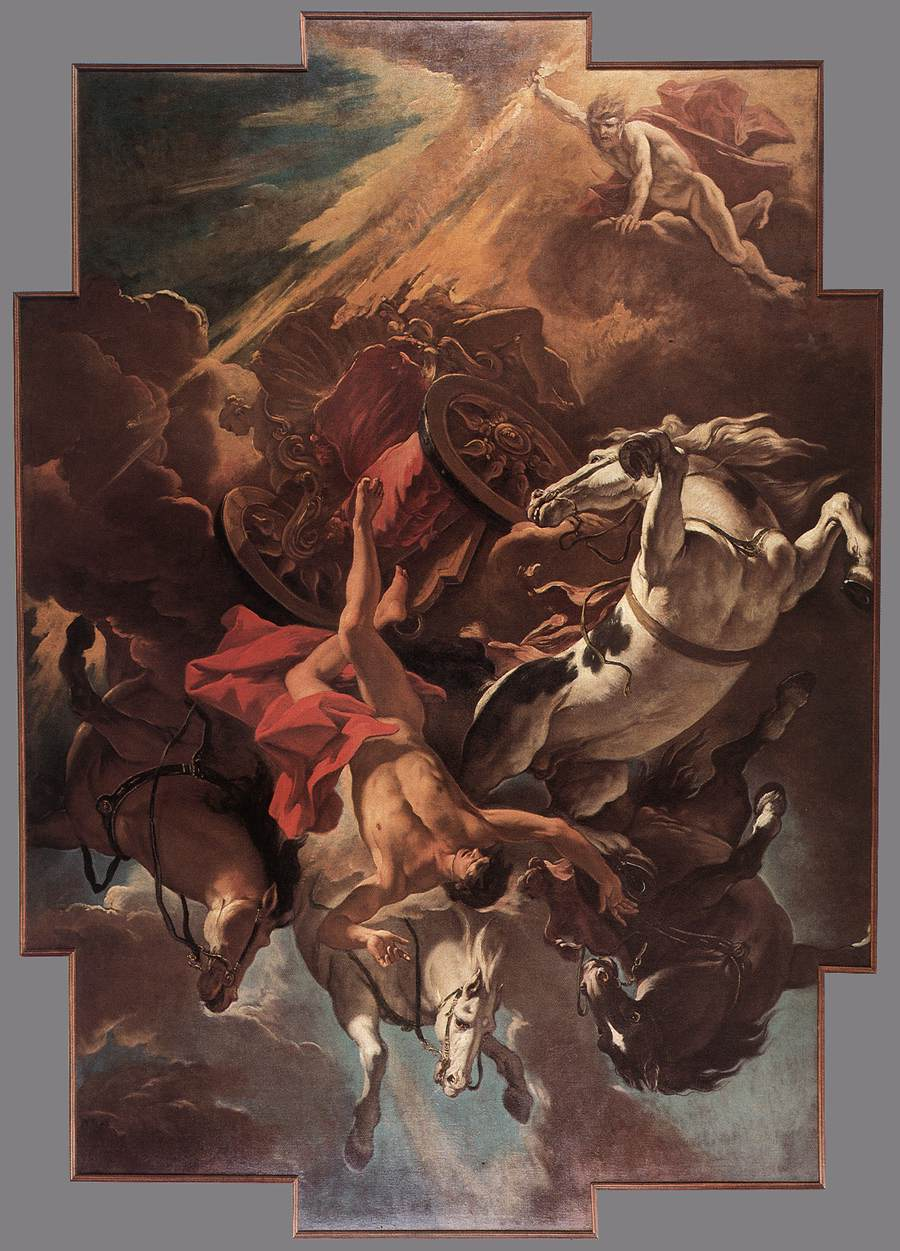
Sebastiano Ricci képe a bellunoi múzeumban

Belluno első lakosai a venétek voltak, erős kelta kisebbséggel kiegészülve, azonban a rómaiaknak északra, az Alpok felé való vándorlása folytán a kelta lakosság vagy kivándorolt, vagy felszívódott. A megmaradt lakosság kétszer is szövetséget kötött Rómával: egyszer a gallok ellen, egyszer a második pun háborúban Hannibál ellen.
Bellunot i. e. 220-200 körül alapították római befolyás alatt jó stratégiai helyzete és gazdag vas- és rézlelőhelyei miatt. Kezdetben Róma katonai és kereskedelmi hatása érvényesült. A várost Julius Cézár idején egy papria nevű római törzs lakta, annak a 35 törzsnek egyike, akik római állampolgársággal rendelkeztek.
Valamikor Julius Caesar halála után, Augustus felemelkedésekor  Bellunum római municipiummá vált. A várost quattorviri JURI dicendo által quattorviri aedilicia potestate, valamint a Vének Tanácsa irányította. Augustus alatt részévé vált Regio X Venetia és Histria is.
A Nyugatrómai Birodalom bukása után a város a lombardok (6. század), valamint a Karolingok (8. század) uralma alatt állt; a British Museum-ban látható híres Bellunói kincs innen, és ebből az időszakból származik.
A 9. században grófi és püspöki birtok volt, később pedig a Visconti, Da Carrara, Scaligeri és Ezzelino család birtokában volt, majd 1404 körül a Velencei Köztársaság része lett. A város ettől kezdve fontos központja lett a fűrészáru szállításnak a Piave folyón. Velencéhez tartozott egészen 1797-ig, majd a köztársaság bukása után  Belluno az osztrákok birtokában volt, 1866-ban aztán az Olasz Királysághoz csatolták.
1873. június 29-én súlyos földrengés pusztított a városban.
A várost 1999-ben az év alpesi városának választották[forrás?], és az elmúlt tíz év során[mikor?] többször is első lett a legjobb ökoszisztémájú olasz székhelyek közt.

## Nevezetességek
- Duomo (katedrális, 16. század), a 18. századi harangtornyot Filippo Juvarra tervezte. A templom tervét a velencei építésznek Tullio Lombardo Palazzo dei Rettori-nak tulajdonítják(1491).
- Püspöki palota, épült 1190-ben.
- Szökőkút a Piazza del Duomo-n.
- San Pietro (1326), barokk templom - eredetileg gótikus stílusban épült. Az épületben található festmények közül öt Andrea Schiavone, három pedig Sebastiano Ricci munkája.
- Palazzo del Capitano.
- San Rocco - 16. századi templom.
- Santo Stefano templom - benne számos 15. századi festmény helyi mesterek munkája és egy Tiziano műhelyében készült: Napkeleti bölcsek imádása című festmény is.
- San Biagio - román stílusú templom.
- A Porta Dojona kapu ősi fala.
- Santa Maria dei Battuti  16. századi templom.

## Nevezetes lakói
- Sebastiano Ricci (1659–1734) - festő
- Andrea Brustolon (1662–1732) - szobrász
- Marco Ricci (1676–1730) - festő
- XVI. Gergely pápa (1765–1846)
- Ippolito Caffi (1809–1866) - festő
- Luigi Luca Cavalli Sforza (b. 1922), genetikus, az emberi genom projekt úttörője.
- Dino Buzzati (1906–1972) - író és újságíró, Bellunóban született.
- I. János Pál pápa (1912–1978)
- Marco Paolini (b. 1956) - színpadi színész
- Bernardino Vitulini - olasz festő. Serravalle-ban született és Bellunóban élt. Ő festette az Ampezzo és Cadore templomok freskóit (1350).

## Fordítás
- Ez a szócikk részben vagy egészben  a   Belluno című angol Wikipédia-szócikk fordításán alapul.  Az eredeti cikk szerkesztőit annak laptörténete sorolja fel. Ez a jelzés csupán a megfogalmazás eredetét és a szerzői jogokat jelzi, nem szolgál a cikkben szereplő információk forrásmegjelöléseként.